# Cementerio protestante (Roma)
El Cementerio protestante (en italiano: Cimitero protestante), oficialmente llamado Cimitero acattolico («Cementerio no católico») y a menudo denominado el Cimitero degli Inglesi («Cementerio de los ingleses»), es un cementerio en la Via di Caio Cestio, 6, Roma (Italia). 

## Historia
Se encuentra cerca de Porta San Paolo junto a la Pirámide de Cayo Cestio, una pirámide construida al estilo egipcio en pequeña escala en el año 30 a. C. como tumba y más tarde incorporada a la sección de la muralla Aureliana que rodea el cementerio. Cipreses mediterráneos y otros árboles del cementerio reflejan el estilo de los cementerios de las regiones del Norte de Europa. Como indica el nombre del cementerio, allí se entierra a los no católicos, no solo a los protestantes o los ingleses.
El entierro más antiguo conocido es el de un estudiante de la Universidad de Oxford llamado Langton en 1738. Las tumbas más famosas son las del periodista, político, filósofo y marxista italiano Antonio Gramsci, dirigente del Partido Comunista Italiano, y la de los poetas ingleses John Keats (1795–1821) y Percy Bysshe Shelley (1792–1822). Keats murió en Roma de tuberculosis. Su epitafio, que no lo menciona por su nombre, es de sus amigos Joseph Severn y Charles Brown: «This grave contains all that was mortal, of a YOUNG ENGLISH POET, Who on his Death Bed, in the Bitterness of his Heart, at the Malicious Power of his Enemies, Desired these Words to be engraven on his Tomb Stone: Here lies One Whose Name was writ in Water». Shelley se ahogó en la Riviera italiana y fue incinerado en la orilla cerca de Viareggio. Sus cenizas fueron enterradas en el Cementerio Protestante.

## Famosos enterrados aquí

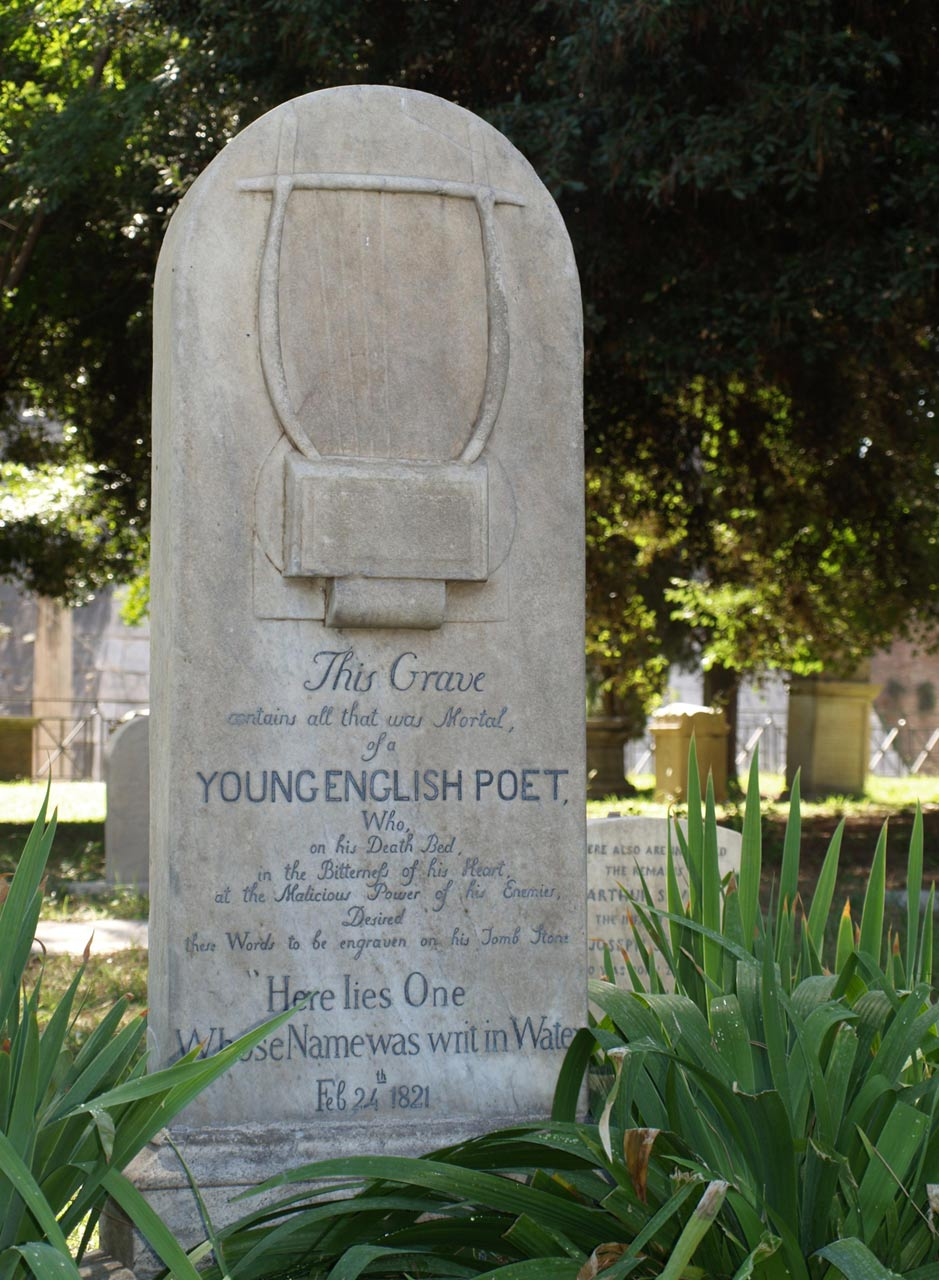
Tumba de John Keats.

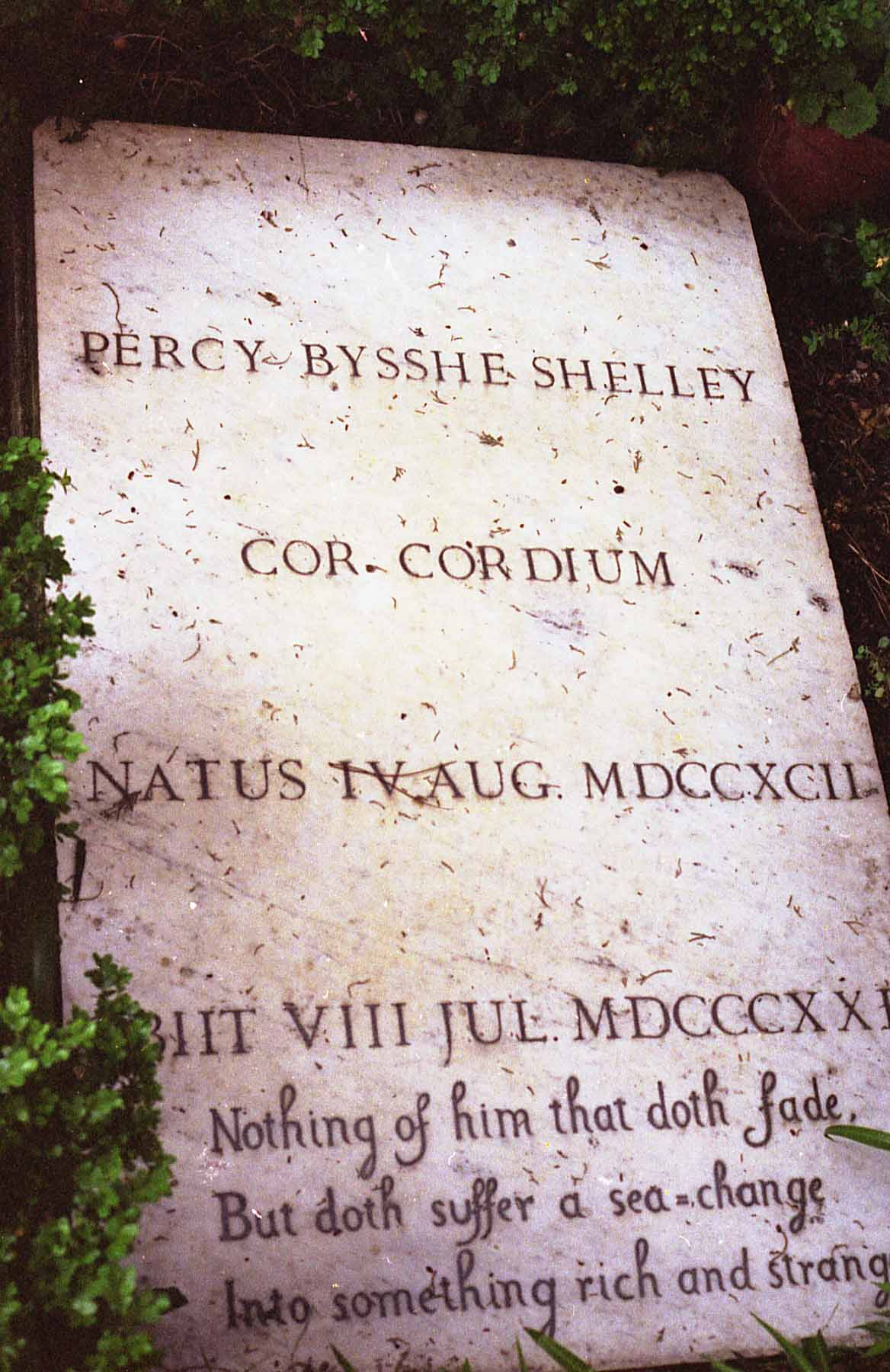
Tumba de Percy Shelley.

- August von Goethe (1789–1830), hijo de Johann Wolfgang von Goethe; su monumento presenta un medallón de Bertel Thorvaldsen.
- Aleksandr Andréyevich Ivánov (1806–1858), pintor ruso.
- Antonio Gramsci (1891–1937), filósofo italiano, jefe del Partido Comunista Italiano.
- Antonio Labriola (1843-1904), filósofo italiano, masón, teórico del Marxismo.
- Asmus Jacob Carstens (1754-1798), pintor germano-danés.
- Axel Munthe (1857–1949), médico y escritor sueco. Incinerado, sus cenizas fueron esparcidas en el mar. En el Cementerio sólo hay una placa conmemorativa[3]
- Bruno Pontecorvo (1913-1993), físico nuclear italiano.
- Carlo Emilio Gadda (1893–1973), novelista italiano.
- Constance Fenimore Woolson (1840–1894), novelista estadounidense y escritora de cuentos, amiga de Henry James.
- Dario Bellezza (1944-1996), poeta italiano.
- Friedrich Adolf Freiherr von Willisen (1798-1864), general prusiano y embajador ante la Santa Sede.
- Gottfried Semper (1803–1879), arquitecto alemán.
- Gregory Corso (1930–2001), poeta de la generación beat estadounidense.
- Gualtiero Jacopetti (1919-2011), director de cine y periodista italiano.
- Hans von Marées (1837-1887), pintor alemán.
- John Addington Symonds (1840–1893), poeta y crítico inglés.
- John Keats (1795–1821), poeta inglés.
- Joseph Severn (1793–1879), pintor inglés, cónsul en Roma y amigo de John Keats, junto al que se encuentra enterrado.
- Juan Rodolfo Wilcock (1919-1978), poeta, crítico y escritor nacido en Argentina y nacionalizado italiano.
- Karl Briulov (1799-1852), pintor ruso.
- Malwida von Meysenbug (1816–1903), escritora alemana.
- Percy Bysshe Shelley (1792–1822), poeta inglés.
- Richard Henry Dana (1815–1882), escritor estadounidense, autor de Two Years Before the Mast.
- Wilhelm von Humboldt (1794–1803), hijo del diplomático alemán y lingüista Wilhelm von Humboldt.
- Wilhelm Friedrich Waiblinger (1804–1830), poeta alemán y biógrafo de Friedrich Hölderlin.
- Belinda Lee (1935–1961), actriz inglesa.